# Ypthima motschulskyi
Ypthima motschulskyi är en fjärilsart som beskrevs av Bremer och William Grey 1853. Ypthima motschulskyi ingår i släktet Ypthima och familjen praktfjärilar. Inga underarter finns listade i Catalogue of Life.